# Wilhelmine Ernestine av Danmark
Wilhelmine Ernestine av Danmark, född 20 juni 1650, död 22 april 1706, var en dansk prinsessa som genom giftermål var kurfurstinna av Pfalz.

## Biografi
Wilhelmine Ernestine var dotter till Fredrik III av Danmark och Sofia Amalia av Braunschweig-Lüneburg. Hon gifte sig 1671 med kurfurst Karl II av Pfalz.
Makarna var barnlösa och Wilhelmine ogillades av Karl på grund av att äktenskapet var arrangerat; hennes blyghet och utseende - hon sades vara lätt handikappad - förbättrade inte relationen. År 1677 övervägdes allvarligt en skilsmässa, även om dessa planer inte realiserades. Efter makens död levde hon hos sin syster på slottet Lichtenburg i Sachsen.